# Cibanteng (Sukaresmi)
Cibanteng is een bestuurslaag in het regentschap Cianjur van de provincie West-Java, Indonesië. Cibanteng telt 4661 inwoners (volkstelling 2010).